# Ньютон (Юта)
Ньютон (англ. Newton) — місто (англ. town) в США, в окрузі Кеш штату Юта. Населення — 789 осіб (2010).

## Географія
Ньютон розташований за координатами 41°51′40″ пн. ш. 111°59′27″ зх. д. / 41.86111° пн. ш. 111.99083° зх. д. (41.861200, -111.990855).  За даними Бюро перепису населення США в 2010 році місто мало площу 2,04 км², уся площа — суходіл. В 2017 році площа становила 2,21 км², уся площа — суходіл.

## Демографія
Згідно з переписом 2010 року, у місті мешкало 789 осіб у 232 домогосподарствах у складі 195 родин. Густота населення становила 386 осіб/км².  Було 241 помешкання (118/км²).
Расовий склад населення:
| - 94,3 % — білих - 0,6 % — корінних американців - 0,4 % — чорних або афроамериканців - 0,4 % — азіатів - 1,5 % — осіб інших рас |

До двох чи більше рас належало 2,8 %. Частка іспаномовних становила 3,2 % від усіх жителів.
За віковим діапазоном населення розподілялося таким чином: 37,3 % — особи молодші 18 років, 51,3 % — особи у віці 18—64 років, 11,4 % — особи у віці 65 років та старші. Медіана віку мешканця становила 31,2 року. На 100 осіб жіночої статі у місті припадало 97,7 чоловіків;  на 100 жінок у віці від 18 років та старших — 92,6 чоловіків також старших 18 років.
Середній дохід на одне домашнє господарство  становив 66 233 долари США (медіана — 58 250), а середній дохід на одну сім'ю — 73 537 доларів (медіана — 64 844). Медіана доходів становила 46 417 доларів для чоловіків та 27 500 доларів для жінок. За межею бідності перебувало 4,3 % осіб, у тому числі 9,7 % дітей у віці до 18 років та 0,0 % осіб у віці 65 років та старших.
Цивільне працевлаштоване населення становило 337 осіб. Основні галузі зайнятості: освіта, охорона здоров'я та соціальна допомога — 24,0 %, виробництво — 22,0 %, сільське господарство, лісництво, риболовля — 10,1 %, роздрібна торгівля — 8,3 %.